# Elmir Alimzhanov
Elmir Alimzhanov (Almaty, 5 ottobre 1986) è uno schermidore kazako, specializzato nella spada.

## Palmarès
- Mondiali

Tbilisi 2025: bronzo nella spada a squadre.
- Campionati asiatici

Nantong 2007: argento nella spada a squadre.
Bangkok 2008: argento nella spada individuale e nella gara a squadre a squadre.
Seoul 2010: bronzo nella spada a squadre.
Seoul 2011: argento nella spada individuale e bronzo nella gara a squadre a squadre.
Wakayama 2012: argento nella spada individuale e nella gara a squadre a squadre.
Shanghai 2013: oro nella spada individuale a nella spada a squadre.
Singapore 2015: oro nella spada a squadre e bronzo nella spada individual.
Wuxi 2016: oro nella spada a squadre.
Bangkok 2018: argento nella spada a squadre.